# Brügge (Lüdenscheid)
Brügge is het westelijke stadsdeel van de stad Lüdenscheid in Sauerland, Duitsland, en ligt in de Volmevallei. Tot 1969 was Brügge een deel van de gemeente Lüdenscheid-Land, die sindsdien, door een fusie, onderdeel van de stad Lüdenscheid is geworden. In 2003 had Brügge 5.402 inwoners.

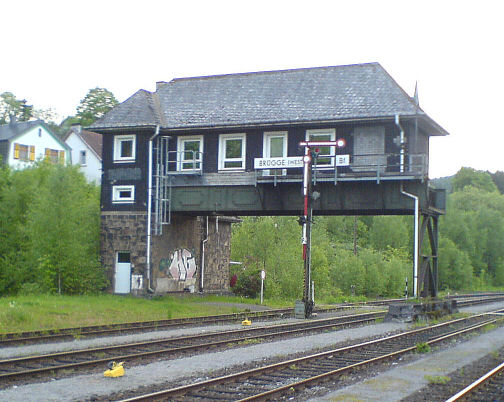
Seinhuis in Brügge aan de spoorweg door de Volmevallei